# Microplitis pseudoochraceus
Microplitis pseudoochraceus är en stekelart som beskrevs av Alexeev 1977. Microplitis pseudoochraceus ingår i släktet Microplitis och familjen bracksteklar. Inga underarter finns listade i Catalogue of Life.